# 大塚龍児
大塚 龍児（おおつか りゅうじ、1945年4月23日 - ）は、日本の法学者。専門は商法。学位は、法学士（東京大学）。北海道大学名誉教授。北海学園大学教授。北海道出身。竹内昭夫門下。

## 経歴
- 北海道札幌北高等学校[2]卒業
- 1968年10月 司法試験合格
- 1969年6月 東京大学法学部第一類卒業
- 1969年7月 東京大学法学部助手
- 1972年8月 北海道大学法学部助教授
- 1980年12月 北海道大学法学部教授
- 1991年3月 ミュンヘン大学法学部・コロンビア大学ロースクールに研究留学（1991年12月まで）
- 1992年12月 北海道大学評議員（1994年12月まで）
- 1994年12月 北海道大学大学院法学研究科長・法学部長 評議員
- 1995年 旧司法試験第二次試験考査委員（2003年まで）[3]
- 2000年4月 北海道大学大学院法学研究科教授 北海道建設工事紛争審査会会長（2006年まで）[3]
- 2009年3月 北海道大学停年退官[4]
- 2009年4月 北海道大学名誉教授[5] 北海学園大学大学院法務研究科教授[6]
- 2023年11月 瑞宝中綬章受章[7][8]
- 2024年3月 北海学園大学大学院法務研究科廃止に伴い、北海学園大学退任、北海学園大学大学院法学研究科法務特任教授

## 研究内容
- 企業の形態別組織・管理・運営に関する法規制や、企業取引、特に物流・保険に関する法規制について詳細な研究をおこなっている。

## 主な著書・論文

### 著書
- 「商法Ⅰ ― 総則・商行為〔有斐閣Sシリーズ ; 19〕」（有斐閣、1988年初版・2013年第5版、共著）
- 「商法Ⅲ ― 手形・小切手〔有斐閣Sシリーズ ; 25〕」（有斐閣、1989年初版・2011年第4版、共著）

### 論文
- 「持分の承継と訴訟の承継」（『商法の判例と論理〔倉沢康一郎教授還暦記念〕』、日本評論社、1994年）
- 「株主権の強化・株主代表訴訟」（『現代企業立法の軌跡と展望〔鴻常夫先生古稀記念〕』、商事法務研究会、1995年）
- 「他人の氏名による署]」（「別冊ジュリスト」73号、2004年）
- 「信義則上株主総会決議のないことを理由に取締役への退職金の支払いを拒めないとされた事例」（判例評釈）（「私法判例リマークス」28号、2004年）
- 「表見代表取締役と第三者の過失」（「別冊ジュリスト」180号、2006年）

## 門下生
- 南健悟 - 日本大学法学部法律学科教授